# Coroliovca, Hîncești
Coroliovca (în ucraineană Корольовка; inițial Carol I) este un sat din cadrul comunei Sărata-Galbenă din raionul Hîncești, Republica Moldova.

## Demografie

### Structura etnică
Structura etnică a localității conform recensământului populației din 2004:
| Grup etnic                    | Populație | % Procentaj |
| ----------------------------- | --------- | ----------- |
| Ucraineni                     | 42        | 46,15%      |
| Băștinași declarați Moldoveni | 31        | 34,07%      |
| Țigani                        | 17        | 18,68%      |
| Bulgari                       | 1         | 1,10%       |
| Total                         | 91        |             |